# Паровоз (студия анимации)
«Паровоз» — российская анимационная студия, работающая в жанре компьютерной анимации. Была основана в 2014 году креативным продюсером Евгением Головиным и телевизионным продюсером Антоном Сметанкиным. Студия занимается разработкой и производством анимационного кино — сериалов, полнометражной и короткометражной мультипликации, является партнером по производству анимационного контента для каналов ВГТРК: Карусель, Мульт, Тлум HD, Ani и Мультимузыка.

## История
- 2004 год — основание анимационной подразделение Первое поле от ВИД.
- 2006 — основание из Первое поле в студию Му.
- 2014 — основание студии Евгением Головиным и Вадимом Волей, на базе Первое поле и Му. а также телевизионным продюсером Антоном Сметанкиным, начало работы над проектами «Бумажки» и ещё 1 («Ми-ми-мишки»).
- 2015 — вышли первые серии мультсериалов «Ми-ми-мишки», «Бумажки», началась работа над мультфильмом «Волшебный фонарь».
- 2016 — начинается работа над мультфильмами «Лео и Тиг» и «Сказочный патруль».
- 2017 — в портфолио студии появились 2D-мультфильм «С. О. Б. Е.З», мультсериал для самых маленьких «Деревяшки», «Четверо в кубе» и мультсериал о приключениях школьников-геймеров в виртуальном мире «Герои Энвелла». Создаётся социальный мультфильм про ребёнка с особенностями развития «Про Диму», и начинается работа над первым для студии полнометражным анимационным фильмом «Кощей».
- 2018 — компания Netflix купила права на мультсериалы «Лео и Тиг» и «Ми-ми-мишки»[1][2]. В ноябре 2018 года компания «Цифровое телевидение», принадлежащая ВГТРК и Ростелекому, получила в студии долю в 51 %[3].
- 2019 — 5-летие с момента основания студии, вышел первый спин-офф «Сказочный патруль. Хроники чудес».
- 2020 — студия приняла участие в крупнейшем международном форуме «Один пояс, один путь. Международное сотрудничество в сфере анимации». В феврале 2020 года студия «Паровоз» примет участие в крупнейшем международном профессиональном мероприятии — «Kidscreen 2020».
- 2021 — студия производит 1320 минут анимации, а главным событием становится премьера первого полнометражного фильма студии «Кощей. Начало». Помимо этого стриминговый сервис HBO Max начинает показ сериалов «Ми-ми-мишки», «Лео и Тиг» и «Четверо в кубе» в Латинской Америке, странах Карибского бассейна и Центральной Америки.
- 2022 — студия выпускает в кинопрокат ещё один полнометражный мультфильм «Забытое чудо» а также пять новых мультсериалов: «Геройчики», «КОШЕЧКИ-СОБАЧКИ. Милые песни», «Забытое чудо», «Музыкальный патруль. Сказочные песни» и «Кот Басик».

## Проекты

### Мультсериалы
| Название сериала                      | Год         | Языки               | Режиссёр | Художник-постановщик                                       | Сценарист |
| ------------------------------------- | ----------- | ------------------- | --- | ---------------------------------------------------------- | --- |
| Аркадий Паровозов спешит на помощь    | 2012 — 2016 | русский             | Евгений Головин | Наталья Харина                                             | Вадим Воля |
| Бумажки                               | 2015 — 2016 | русский             | Алексей Миронов, Дмитрий Лазарев | Ануш Микаелян                                              | Вадим Воля, Евгений Головин, Леонид Каганов, Олег Козырев, Антон Ланшаков, Светлана Малашина, Данила Пятков, Антон Звездин                                                                                   |
| Ми-ми-мишки                           | с 2015      | русский             | Алексей Миронов, Вера Мякишева | Станислав Метельский, Полина Пономарёва, Юлия Подкопникова | Антон Ланшаков, Станислав Михайлов, Олег Козырев, Евгений Головин, Мария Парфёнова, Алексей Михальченко, Елена Ананьева                                                                                      |
| Волшебный фонарь                      | 2015 — 2016 | русский             | Роман Трамвай | Наталья Харина, Дарья Кантемирова                          | Вадим Воля, Ольга-Мария Тумакова, Светлана Малашина, Олег Козырев |
| Сказочный патруль                     | с 2016      | русский             | Наиль Мубинов, Анастасия Чернова, Андрей Колпин | Татьяна Петровска, Андрей Осадчих, Екатерина Страхова      | Мария Парфёнова, Евгений Головин, Антон Ланшаков, Юлия Иванова, Иордан Кефалиди |
| Лео и Тиг                             | 2016 — 2022 | русский             | Николай Козлов, Александр Люткевич | Дарья Романова                                             | Мария Парфёнова, Евгений Головин, Антон Ланшаков, Андрей Берлогов, Светлана Малашина, Вадим Воля |
| Герои Энвелла                         | 2017 — 2021 | русский             | Антон Ланшаков | Сергей Моисеев                                             | Антон Ланшаков, Евгений Головин, Юлия Иванова |
| Четверо в кубе                        | 2017 — 2020 | русский             | Дмитрий Лазарев, Полина Грекова, Алексей Миронов, Алексей Штыхин, Михаил Медведев, Софья Кравцова, Рафаэль Тер-Саргсян, Джалиль Ризванов, Ольга Михалёва, Ася Стрельбицкая    | Дарья Кантемирова                                          | Евгений Головин, Мария Парфёнова, Олег Козырев, Наталья Тихомирова, Натела Рехвиашвили, Алла Грицай, Анастасия Каледина, Мария Вдовенко, Алексей Михальченко, Олег Веселов, Андрей Берлогов, Михаил Медведев |
| Деревяшки                             | 2017 — 2019 | русский             | Ася Стрельбицкая, Наталья Наумова, Вера Мякишева | Елена Кузнецова                                            | Мария Парфёнова, Олег Козырев, Натела Рехвиашвили, Алёна Самсонова, Роман Самсонов, Алексей Михальченко, Олег Веселов                                                                                        |
| С. О. Б. Е. З.                        | 2017 — 2019 | русский             | Алексей Миронов, Кирилл Федулов, Роман Сафаров | Станислав Метельский, Гийермо Морено                       | Станислав Михайлов |
| Катя и Эф. Куда-угодно-дверь          | c 2018      | русский и татарский | Роман Трамвай | Дмитрий Кривоногов                                         | Евгений Головин |
| Кошка Бяка и хороший мальчик          | 2018 — 2020 | русский             | Роман Трамвай | Ануш Микаелян                                              | Мария Парфёнова |
| Морики Дорики                         | 2018 — 2020 | русский             | Станислав Добровский, Вера Мякишева | Алёна Ромашкина                                            | Мария Парфёнова, Мария Мазурова, Ярослав Косинов, Ульяна Волина, Арина Чунаева, Иордан Кефалиди |
| Сказочный патруль. Хроники чудес      | 2019 — 2023 | русский             | Александра Беспалова, Кирилл Федулов, Дарья Рудь, Полина Морозова | Татьяна Петровска, Андрей Осадчих, Екатерина Страхова      | Мария Парфёнова, Евгений Головин, Антон Ланшаков, Юлия Иванова, Иордан Кефалиди |
| Ми-ми-мишки. Время питаться правильно | 2019        | русский             | Алексей Миронов, Вера Мякишева | Станислав Метельский, Полина Пономарёва, Юлия Подкопникова | Антон Ланшаков, Станислав Михайлов, Олег Козырев, Евгений Головин, Мария Парфёнова, Алексей Михальченко, Елена Ананьева                                                                                      |
| КОШЕЧКИ-СОБАЧКИ                       | 2020 — 2025 | русский             | Алексей Миронов, Вера Мякишева, Алексей Игнатов, Людмила Стеблянко, Джалиль Ризванов, Ольга Михалёва, Рафаэль Тер-Саргсян, Руслан Синкевич, Адриан Сахалтуев, Михаил Медведев | Андрей Малыгин                                             | Евгений Головин, Мария Парфёнова, Алексей Боровик, Иордан Кефалиди, Алексей Сафонов, Евгений Рязанов, Алёна Самсонова, Роман Самсонов, Олег Веселов, Джалиль Ризванов, Олег Берков-Синюков                   |
| Лео и Тиг. Волшебные песни            | 2020 — 2021 | русский             | Николай Козлов, Александр Люткевич | Дарья Романова                                             | Мария Парфёнова, Иордан Кефалиди, Ярослав Косинов, Михаил Кокотко |
| Музыкальный патруль. Сказочные песни  | 2021 — 2024 | русский             | Александра Бесполова, Кирилл Федулов, Дарья Рудь, Полина Морозова | Андрей Осадчих                                             | Мария Парфёнова, Евгений Головин, Наталья Тихомирова, Антон Ланшаков, Юлия Иванова, Иордан Кефалиди |
| Геройчики                             | 2022 — 2024 | русский             | Дарья Рудь, Джалиль Ризванов, Александр Люткевич | Алеша Ромашкина, Дарья Романова                            | Евгений Головин, Мария Парфёнова, Олег Веселов, Алексей Осин |
| КОШЕЧКИ-СОБАЧКИ. Милые песни          | с 2022      | русский             | Алексей Миронов | Павел Носков                                               | Евгений Головин, Мария Парфёнова |
| Кот Басик                             | с 2022      | русский             | Андрей Колпин | Татьяна Постникова                                         | Евгений Головин, Мария Парфёнова |
| Чик-Чирикино                          | с 2023      | русский             | Антон Ланшаков, Алексей Миронов | Сергей Моисеев, Ануш Микаелян                              | Антон Ланшаков, Алексей Лотоцкий, Анастасия Соколова, Мария Парфёнова, Алексей Будовский |
| Мини-мишки                            | с 2023      | русский             | Дмитрий Илюшин | Рита Пеньковская                                           | Александр Алфеев, Олег Берков-Синюков |
| Деревяшки. Детские песни              | с 2023      | русский             | Ася Стрельбицкая, Наталья Наумова, Вера Мякишева, Михаил Ховрин | Наталья Харина, Елена Кузнецова                            | Мария Парфёнова, Олег Козырев, Натела Рехвиашвили, Алёна Самсонова, Роман Самсонов |
| Белые сны                             | с 2024      | русский             | Кирилл Федулов | Анастасия Кайяли, Екатерина Паршина, Виктория Никитская    | Андрей Золотков, Дмитрий Игнатов |
| Семь королевств                       | с 2024      | русский             | Светлана Болдина | Ирина Певнена                                              | Евгений Головин, Мария Парфёнова, Олег Веселов |
| Муся, Чук и Станислав                 | с 2024      | русский             | Андрей Колпин | Степан Грудинин                                            | Мария Парфёнова, Евгений Головин, Олег Веселов, Рафаэль Тер-Саргсян, Анастасия Бессонова, Александр Алфеев, Андрей Золотков, Дмитрий Мансуров                                                                |
| Котёнок Кнопа и его друзья            | с 2024      | русский             | Алексей Миронов, Вера Мякишева | Екатерина Баршина                                          | Екатерина Матюшкина, Эллада Карибова, София Яновицкая |
| Космопорт                             | с 2025      | русский             | Кирилл Федулов | Гильермо Морено, Жослен Макоев                             | Алексей Михальченко, Антон Ланшаков |
| Волшебное кафе                        | с 2026      | русский             | неизвестно | неизвестно                                                 | неизвестно |
| Вегетарианские рыцари                 | с 2026      | русский             | неизвестно | неизвестно                                                 | неизвестно |

### Мультфильмы
| Название мультфильма                | Год  | Режиссёр                             | Художник-постановщик                                | Сценарист                                        |
| ----------------------------------- | ---- | ------------------------------------ | --------------------------------------------------- | ------------------------------------------------ |
| Про Диму                            | 2016 | Ришат Гильметдинов                   | Ануш Микаелян, Полина Пономарева                    | Наталья Ремиш                                    |
| Герои Энвелла: Выйти из игры        | 2019 | Антон Ланшаков                       | Сергей Моисеев                                      | Антон Ланшаков, Юлия Иванова                     |
| Кощей. Начало                       | 2021 | Андрей Колпин                        | Татьяна Петровска, Андрей Осадчих, Андрей Ромашихин | Евгений Головин, Мария Парфёнова, Антон Ланшаков |
| Забытое чудо                        | 2022 | Андрей Колпин                        | Алёна Ромашкина                                     | Евгений Головин, Мария Парфёнова, Олег Веселов   |
| Спать хочется                       | 2023 | Игорь Волошин                        | Иван Никин                                          | Игорь Волошин                                    |
| Мини-мишки: Новые приключения       | 2023 | Дмитрий Илюшин                       | Рита Пеньковская                                    | Александр Алфеев, Олег Берков-Синюков            |
| Мать корабля                        | 2024 | Евгений Головин                      | Полина Власова                                      | Мария Парфёнова                                  |
| По ту сторону                       | 2024 | Евгений Головин, Александр Афонасьев | Алена Ромашкина                                     | Мария Парфёнова                                  |
| Сказочный патруль. Шоу продолжается | 2024 | Антон Ланшаков                       | Елена Севостьянова                                  | Антон Ланшаков                                   |
| Папа Кролик                         | 2024 | Евгений Головин                      | Анна Ридзанич                                       | Мария Парфёнова, Евгений Головин                 |
| Снежный Пожарный                    | 2024 | Александр Люткевич                   | Дарья Романова                                      | Александр Люткевич                               |
| Мечи и роботы                       | 2025 | Игорь Вейштагин                      | неизвестно                                          | Нарек Мартиросян, Вано Магнарадзе, Грант Амирян  |
| Геройчики. Незваный гость           | 2025 | Александр Люткевич                   | Дарья Романова                                      | Евгений Головин, Мария Парфёнова, Олег Веселов   |

## Награды
- 2018 — IV Национальная анимационная премия «Икар». Категория «Продюсер» (Евгений Головин) (лауреат)[4].
- 2017 — Russian Music Film Festival. Категория «Лучшая российская современная анимация» (лауреат)[источник не указан 136 дней].